# Fantasy Filmfest 1987
Das 1. Fantasy Filmfest 1987 fand in der Zeit vom Mittwoch, dem 27. Mai, bis Sonntag, dem 31. Mai 1987, im Alabama Kino in Hamburg statt. Geboten wurde eine Zusammenstellung von Klassikern aus den verschiedenen Genres das phantastischen Kinos.

## Liste der gezeigten Filme
| Originaltitel                              | Deutscher Titel                        | Land           | Jahr | Regisseur                |
| ------------------------------------------ | -------------------------------------- | -------------- | ---- | ------------------------ |
| It Came from Beneath the Sea               | Das Grauen aus der Tiefe               | USA            | 1955 | Robert Gordon            |
| The Legacy                                 | Das Haus des Satans                    | Großbritannien | 1978 | Richard Marquand         |
| The Haunting                               | Bis das Blut gefriert                  | Großbritannien | 1963 | Robert Wise              |
| The Seventh Victim                         |                                        | USA            | 1973 | Mark Robson              |
| Trick or Treat                             | Ragman                                 | USA            | 1986 | Charles Martin Smith     |
| The Fly                                    | Die Fliege                             | USA            | 1958 | Kurt Neumann             |
| Return of the Fly                          | Die Rückkehr der Fliege                | USA            | 1959 | Edward Bernds            |
| Laserblast                                 | Laserkill – Todesstrahlen aus dem All  | USA            | 1978 | Michael Rae              |
| The Lost World                             | Die verlorene Welt                     | USA            | 1925 | Harry O. Hoyt            |
| The Monster Club                           | Monster Club                           | Großbritannien | 1982 | Roy Ward Baker           |
| Danza macabra                              |                                        | Italien        | 1963 | Antonio Margheriti       |
| Les lèvres rouges                          | Blut an den Lippen                     | Belgien        | 1970 | Harry Kümel              |
| Mysterious Island                          | Die geheimnisvolle Insel               | Großbritannien | 1961 | Cy Endfield              |
| Abbott and Costello Meet the Invisible Man | Auf Sherlock Holmes’ Spuren            | USA            | 1950 | Charles Lamont           |
| The Howling                                | Das Tier                               | USA            | 1981 | Joe Dante                |
| The Changeling                             | Das Grauen                             | Kanada         | 1980 | Peter Medak              |
| Frankenstein and the Monster from Hell     | Frankensteins Höllenmonster            | Großbritannien | 1973 | Terence Fisher           |
| The Lost Continent                         | Bestien lauern vor Caracas             | Großbritannien | 1968 | Michael Carreras         |
| The Little Shop of Horrors                 | Kleiner Laden voller Schrecken         | USA            | 1960 | Roger Corman             |
| Little Shop of Horrors                     | Der kleine Horrorladen                 | USA            | 1987 | Frank Oz                 |
| Star Trek IV: The Voyage Home              | Star Trek IV: Zurück in die Gegenwart  | USA            | 1986 | Nicolas Roeg             |
| Jason and the Argonauts                    | Jason und die Argonauten               | Großbritannien | 1963 | Don Chaffey              |
| Eureka                                     | Eureka                                 | USA            | 1984 | Nicolas Roeg             |
| The Dunwich Horror                         | Voodoo Child                           | USA            | 1970 | Daniel Haller            |
| Nosferatu – Eine Symphonie des Grauens     | Nosferatu – Eine Symphonie des Grauens | Deutschland    | 1922 | Friedrich Wilhelm Murnau |
| A Clockwork Orange                         | Uhrwerk Orange                         | USA            | 1971 | Stanley Kubrick          |
| The Texas Chainsaw Massacre Part 2         | Texas Chainsaw Massacre 2              | USA            | 1987 | Tobe Hooper              |